# Station Piła Główna
Station Piła Główna is een spoorwegstation in de Poolse plaats Piła. Het hoofdstation van Piła is een van de grootste stations van Polen en valt onder de Poolse categorie C van spoorwegstations. Het station werd in 1851 geopend.